# الجسر في رماغن
الجسر في رماغن (بالإنجليزية: The Bridge at Remagen)‏ هو فيلم حربي أمريكي من إنتاج عام 1969، وهو من إنتاج شركة بانافيجن، وبطولة جورج سيجال وبن غازار وروبرت فون. الفيلم تم تصويره في تشيكوسلوفاكيا، وهو من إخراج جون غيلرمين. قصة الفيلم تستند على الكتاب غير الروائي «الجسر في رماغن: القصة الرائعة في 7 مارس 1947» من تأليف النائب كين هشلر. وتم تعديل السيناريو بواسطة ريتشارد ييتس وويليام روبرتس.
الفيلم يجسد واقعة حقيقية في قالب خيالي للأحداث الفعلية التي حدثت في الأشهر الأخيرة من الحرب العالمية الثانية، حين هاجمت الفرقة المدرعة التاسعة الأمريكية منطقة رماغن بهدف السيطرة على جسر لوديندورف مما أدى لاشتعال فتيل معركة رماغن. بينما استمرت المعركة الحقيقية لمدة أسبوع وشملت العديد من مبارزات المدفعية بين القوات الأمريكية والمدافعين الألمان، ويركز الفيلم بشكل أكثر تحديدًا على البطولة والتكلفة البشرية في الحصول على رأس الجسر عبر نهر الراين قبل تقدم الحلفاء النهائي إلى ألمانيا.

## قائمة الممثلين
- جورج سيجال في دور الملازم فيل هارتمان، مجسداً دور الملازم كارل تيمرمان.
- روبرت فون في دور الرائد بول كروجر، مجسداً دور الرائد هانز شيلر.
- بن غازار في دور الرقيب أنجيلو، مجسداً دور الرقيب ألكسندر درابيك وجوزيف ديليسيو.
- برادفورد ديلمان في دور الرائد بارنز، يجسد بشكل غير دقيق إلى الرائد موراي إل ديفيرز.
- إي جي مارشال في دور الجنرال شينر، مجسداً دور العميد ويليام هوج.
- بيتر فان إيك بدور الجنرال الأوبرست فون بروك، مجسداً دور والتر بوتش